# Sparkassen Giro Bochum
El Sparkassen Giro Bochum son varias carreras ciclistas alemanas, masculinas y femenina, que se disputan en Bochum (Renania del Norte-Westfalia) a finales del mes de julio o principios de agosto (todas el mismo día).
Su edición masculina profesional se comenzó a disputar en 1998 y desde la creación de los Circuitos Continentales UCI en 2005 forma parte del UCI Europe Tour, dentro la categoría 1.1 (anteriormente fue 1.3 y 1.4).
La femenina, se creó en el 2001 en la categoría 1.9.1 con el nombre oficial de Sparkassen Giro renombrándose esa categoría en 2005 por la 1.1 manteniendo la carrera dicho estatus. En 2012 se convirtió en amateur para al año siguiente volver a la categoría 1.1. En 2014 ascendió una categoría más y pasó a ser puntuable para la Copa del Mundo de Ciclismo femenina.
Tradicionalmente se disputaba en un circuito de 14,6 km al que los profesionales masculinos daban doce vueltas (cinco o seis en su edición femenina). Aunque en el 2012 se redujo considerablemente dicho circuito a los 1,6 km por vuelta (50 vueltas para los profesionales masculinos y 25 para la femenina).
También se disputan otras modalidades como dos masculinas, una de ellas tras una moto llamada Derny a modo de critérium no oficial, donde acuden ciclistas internacionales destacados.

## Palmarés

### Masculino
En amarillo: edición amateur.

En naranja: edición amistosa de exhibición no oficial (critérium).
| Año  | Ganador              | Segundo            | Tercero           |
| ---- | -------------------- | ------------------ | ----------------- |
| 1998 | Jan Ullrich          | Grischa Niermann   | Roberto Lochowski |
| 1999 | Erik Zabel           | Dirk Müller        | Fabien De Waele   |
| 2000 | Jans Koerts          | Stuart O'Grady     | Nico Eeckhout     |
| 2001 | Gianluca Bortolami   | Mauro Radaelli     | Karsten Kroon     |
| 2002 | Frédéric Amorison    | Jørgen Bo Petersen | Jans Koerts       |
| 2003 | Rolf Aldag           | René Jörgensen     | Lubor Tesař       |
| 2004 | David Kopp           | Lubor Tesař        | Corey Sweet       |
| 2005 | Lubor Tesař          | Marcel Sieberg     | Fabian Wegmann    |
| 2006 | Jens Voigt           | André Korff        | Erik Zabel        |
| 2007 | Andy Cappelle        | Tom Stamsnijder    | Bert Grabsch      |
| 2008 | Eric Baumann         | Christian Knees    | Marcel Sieberg    |
| 2009 | Mark Cavendish       | Gerald Ciolek      | Andreas Stauff    |
| 2010 | Niki Terpstra        | Guillaume Boivin   | André Greipel     |
| 2011 | Pieter Vanspeybrouck | Grischa Janorschke | Andreas Stauff    |
| 2012 | Marcel Sieberg       | Fabian Wegmann     | Dirk Müller       |
| 2013 | André Greipel        | Tony Martin        | Roger Kluge       |
| 2014 | Marcel Sieberg       | Roger Kluge        | Benjamin Sydlik   |
| 2015 | Marcel Sieberg       | John Degenkolb     | André Greipel     |
| 2016 | Marcel Sieberg       | Nils Pollit        | Daniel Klemme     |
| 2017 | Marcus Burghardt     | Rick Ottema        | Lucas Carstensen  |
| 2018 | Geraint Thomas       | Rick Zabel         | Marcel Sieberg    |

### Femenino
| Año  | Ganadora              | Segunda                  | Tercera              |
| ---- | --------------------- | ------------------------ | -------------------- |
| 2001 | Sharon van Essen      | Edith Klep-Moerenhout    | Margaret Hemsley     |
| 2002 | Bertine Spijkerman    | Kate Bates               | Tanja Hennes-Schmidt |
| 2003 | Svetlana Boubnenkova  | Regina Schleicher        | Rochelle Gilmore     |
| 2004 | Deirdre Demet-Barry   | Petra Rossner            | Alison Wright        |
| 2005 | Angela Hennig-Brodtka | Oenone Wood              | Mirjam Melchers      |
| 2006 | Oenone Wood           | Tanja Hennes-Schmidt     | Chantal Beltman      |
| 2007 | Hanka Kupfernagel     | Martina Corazza          | Christiane Soeder    |
| 2008 | Suzanne de Goede      | Rochelle Gilmore         | Loes Markerink       |
| 2009 | Rochelle Gilmore      | Suzanne de Goede         | Chloe Hosking        |
| 2010 | Ellen van Dijk        | Tiffany Cromwell         | Maaike Polspoel      |
| 2011 | Adrie Visser          | Christine Majerus        | Liesbet De Vocht     |
| 2012 | Mieke Kröger          | Anna-Bianca Schnitzmeier | Eileen Roe           |
| 2013 | Christine Majerus     | Maaike Polspoel          | Kirsten Wild         |
| 2014 | Marianne Vos          | Giorgia Bronzini         | Lotta Lepistö        |
| 2015 | Barbara Guarischi     | Lucinda Brand            | Emilie Moberg        |
| 2016 | Kirsten Peetoom       | Femke van Kessel         | Alessia Martini      |

## Palmarés por países
| País            | Victorias |
| --------------- | --------- |
| Alemania        | 11        |
| Bélgica         | 3         |
| Países Bajos    | 2         |
| Reino Unido     | 2         |
| República Checa | 1         |
| Italia          | 1         |

| País           | Victorias |
| -------------- | --------- |
| Países Bajos   | 5         |
| Australia      | 2         |
| Alemania       | 2         |
| Países Bajos   | 2         |
| Italia         | 2         |
| Estados Unidos | 1         |
| Rusia          | 1         |
| Luxemburgo     | 1         |